# Keradsko otočje
Keradsko otočje (v italijanskem izvirniku Isole Cheradi [ìzole kèradi]), je skupina dveh otokov v Jonskem morju, zahodno od mesta Taranto. Upravno spada pod italijansko deželo Apulija (pokrajina Taranto).
Otočje je ostanek ozkega pasa kopnega, ki je v daljni preteklosti zapiralo notranji del Tarantskega zaliva, ki se še danes imenuje Notranje morje za razliko od Zunanjega morja, ki je njegov odprti del. Do nedavnega je bilo vsega troje otokov, a v preteklem stoletju je bil mali otoček San Nicolicchio odstranjen, ker je oviral dostop večjih ladij v trgovsko pristanišče.
Ostala dva otoka sta bila v starem veku sedež grške kolonije, a v srednjem veku sta postala last bizantinske Cerkve, ki ju je posvetila sveti Pelagiji in svetemu Andreju. V šestnajstem stoletju so ju zasedli Turki, ki so ju spremenili v vojaško oporišče za napad proti mestu Taranto in notranjosti Italije. Leta 1594 jih je krščanska vojska premagala in na otoka namestila samostane; otoki so bili preimenovani v San Pietro (Sveti Peter), San Paolo (Sveti Pavel) in Nicolicchio (Mali Nikolaj). Pozneje je tudi Napoleon Bonaparte uvidel strateški položaj otočja in dal sezidati obrambno trdnjavo. Z združitvijo Italije (1861) je otočje prešlo v last Italijanske Mornarice.
Otočje sestoji iz sledečih otokov:
| Otok       | Površina km² |
| ---------- | ------------ |
| San Pietro | 1,18         |
| San Paolo  | 0,05         |